# Zagros (313)
IRIS Zagros (313) je zpravodajská loď (SIGINT) íránského námořnictva. Oficiálně je označována jako „průzkumný torpédoborec“, plnící bojové a zpravodajské úkoly. Toho označení odráží skutečnost, že plavidlo využívá trup íránských válečných lodí třídy Moudž, které Írán klasifikuje jako torpédoborce, ale vzhledem ke své velikosti a výzbroji patří spíše mezi lehké fregaty, či korvety. Při stavbě zpravodajských lodí je přitom obvyklé spíše využití upravených nevojenských platforem. Zagros je první specializovaná zpravodajská loď postavená íránskými loděnicemi. Dokončena byla roku 2025.

## Stavba
V roce 2024 bylo plavidlo vystrojováno v Bandar Abbásu. Dne 15. ledna 2025 námořnictvo převzalo hotové plavidlo. Zároveň bylo představeno veřejnosti.

## Konstrukce

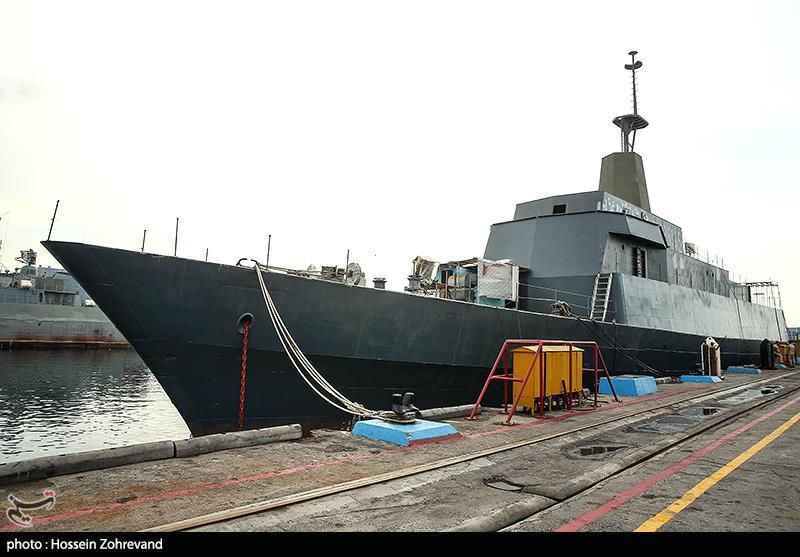
Rozestavěný zpravodajská loď Zagros

Zagros využívá trup fregaty třídy Moudž. Je vybaven elektronickými senzory pro sběr, dešifrování a analýzu radiofrekvenčních signálů. Antény pro tyto senzory jsou umístěny v nápadných kulovitých radomech v horní části nástavby. Celkem jich je sedm a mají tři různé velikosti. Některé mohou obsahovat satelitní komunikační systémy. Na počátku roku 2025 plavidlo neneslo výzbroj. Na zádi se nachází hangár a přistávací plocha pro vrtulník.